# Lanelater notodonta
Lanelater notodonta là một loài bọ cánh cứng trong họ Elateridae. Loài này được Latreille miêu tả khoa học năm 1827.